# Пуспалал Шарма
Пуспалал Шарма — бутанський  бывший футболіст, воротар клубу «Друк Стар» і національної збірної Бутану. Виступи за національну збірну почав у 2009 році.